# New York 1900
Pour plus de détails, voir Fiche technique et Distribution.
New York 1900 est un film de compilation de courts métrages français écrit et réalisé en 1961 par Henri Torrent.

## Synopsis
Évocation de la vie à New York au début du XXe siècle à partir d'actualités Gaumont et Pathé.

## Fiche technique
- Titre : New York 1900
- Réalisation et commentaire écrit par : Henri Torrent
- Musique : Jacques Lasry
- Montage : Roland Noury
- Pays d'origine :  France
- Caractéristiques techniques : 35 mm (négatif & positif), Noir et blanc, son mono
- Genre : documentaire
- Durée : 15 minutes 49 secondes
- Date de sortie : décembre 1961 aux Journées internationales du court métrage de Tours

## À propos du film
- Dans Téléciné (no 101, janvier 1962), Gilbert Salachas écrit : La formule de ce passionnant court métrage est rigoureusement calquée sur celle de Paris 1900. Le seul titre prouve que les auteurs ne font nul mystère d'un si célèbre patronage. Aujourd'hui, la vraie mémoire du monde, c'est la pellicule. Et la pellicule possède inconsciemment une grâce magique. D'être désuète, l'image acquiert un caractère poétique quelque peu troublant. Nos petits enfants s'attendriront sans doute de la même manière sur une exhibition de twist ou une conférence de presse du général de Gaulle. Ainsi le comique de ce qui est démodé s'efface-t-il (au cinéma tout au moins) devant le pathétique de ce qui est révolu. ».